# Modraszek telejus
Modraszek telejus (Phengaris teleius) – w stadium larwalnym drapieżny, myrmekofilny gatunek motyla z rodziny modraszkowatych, pasożyt społeczny mrówek. Zasiedla przede wszystkim tradycyjnie zagospodarowane ekosystemy łąkowe. Gąsienice żerują w kwiatostanach krwiściągu lekarskiego, a następnie kontynuują swój rozwój w gniazdach niektórych gatunków mrówek odżywiając się ich larwami. Ze względu na duże wymagania ekologiczne motyl uważany za wskaźnik dobrego stanu zachowania środowiska. Zasięg gatunku obejmuje obszar od Dalekiego Wschodu poprzez Syberię po Europę. W Polsce motyl ten podlega ochronie i spotykany jest w centralnej i południowej części kraju. Gatunek ginący w Europie, w Unii Europejskiej stanowi przedmiot ochrony w sieci Natura 2000 na mocy dyrektywy siedliskowej. W Polsce podlega prawnej ochronie gatunkowej.

### Imago

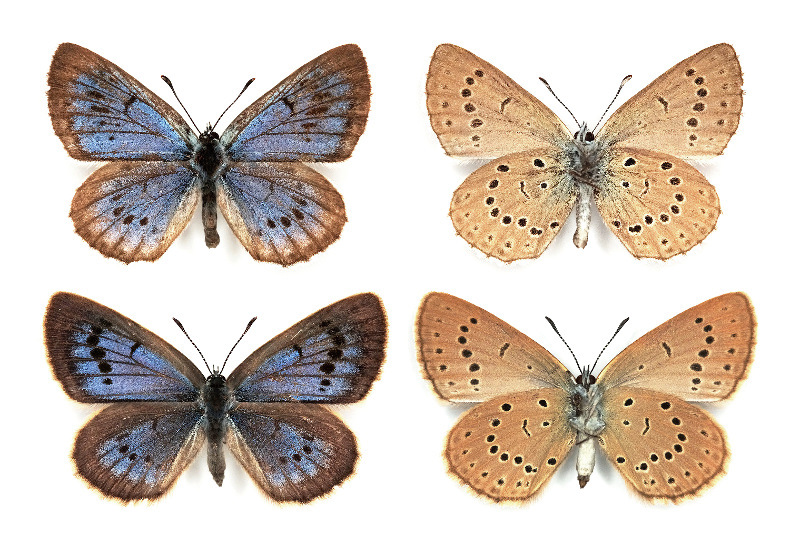
Modraszek telejus, cechy: u góry wierzchnia strona motyla: na wierzchu zdjęcie – samiec, od dołu – samica. Po prawej stronie pokazuje spód skrzydeł.

### Stadia preimaginalne

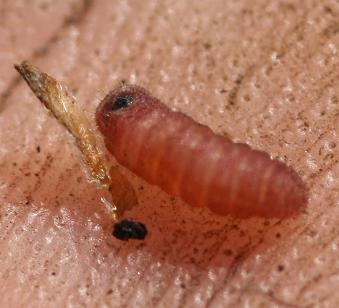
Larwa modraszka telejusa

### Cykl rozwojowy

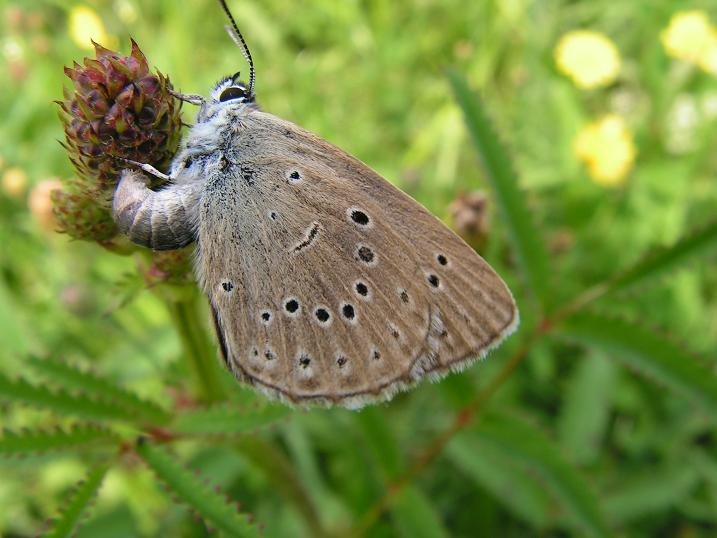
Samica modraszka telejusa składająca jaja do kwiatostanu krwiściągu lekarskiego

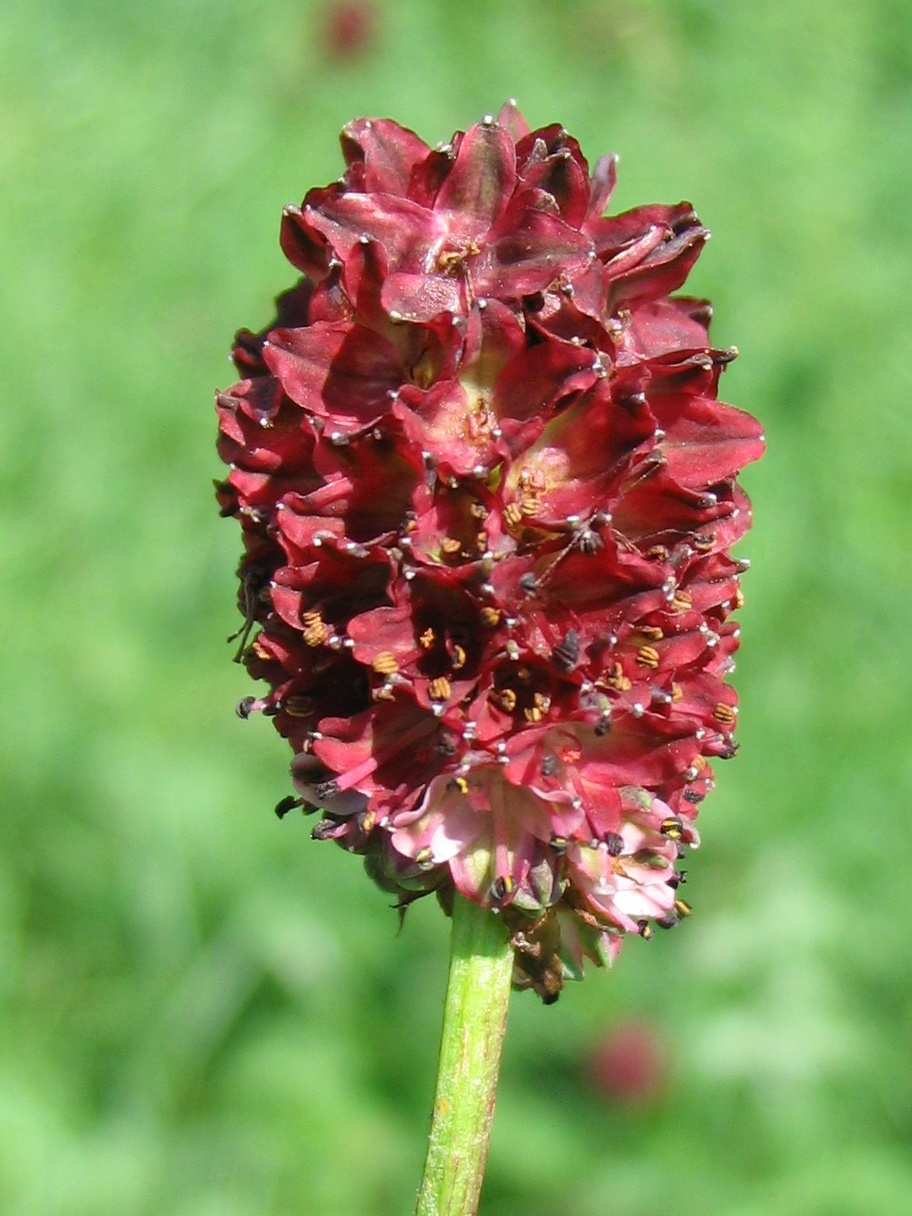
Kwiatostan krwiściągu lekarskiego Sanguisorba officinalis – rośliny żywicielskiej telejusa

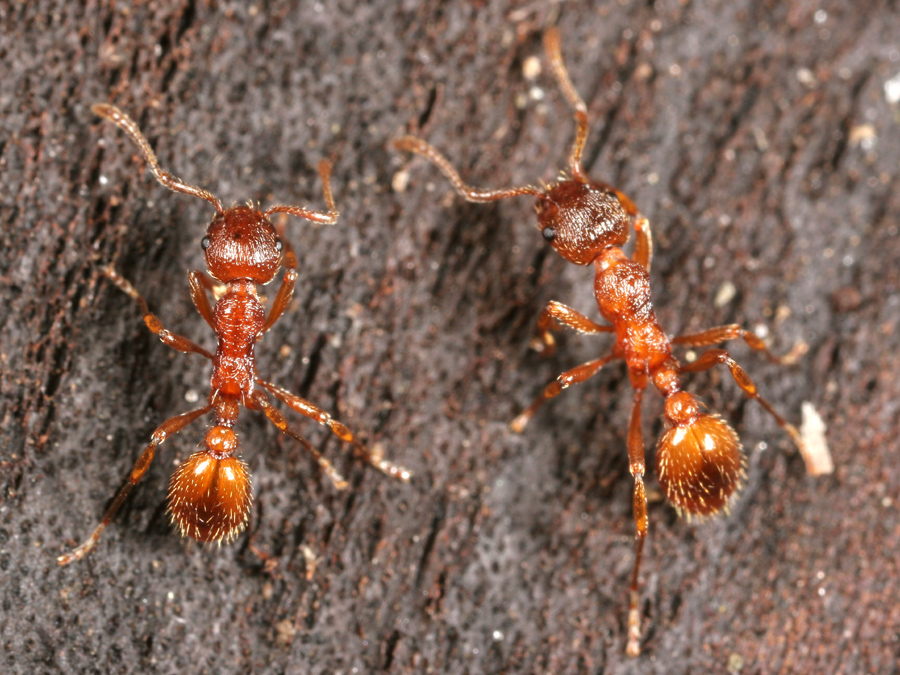
Robotnice wścieklicy zwyczajnej, jednego z gatunków mrówek adoptujących gąsienice modraszka telejusa

### Środowisko

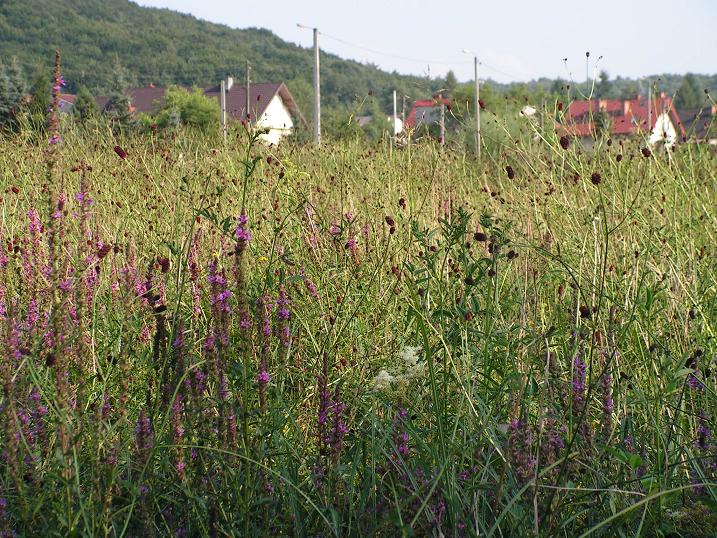
Środowisko modraszka telejusa – łąka kośna, użytek zielony (związek: Filipendulion ulmariae) aspekt letni, w głębi zabudowa, województwo małopolskie

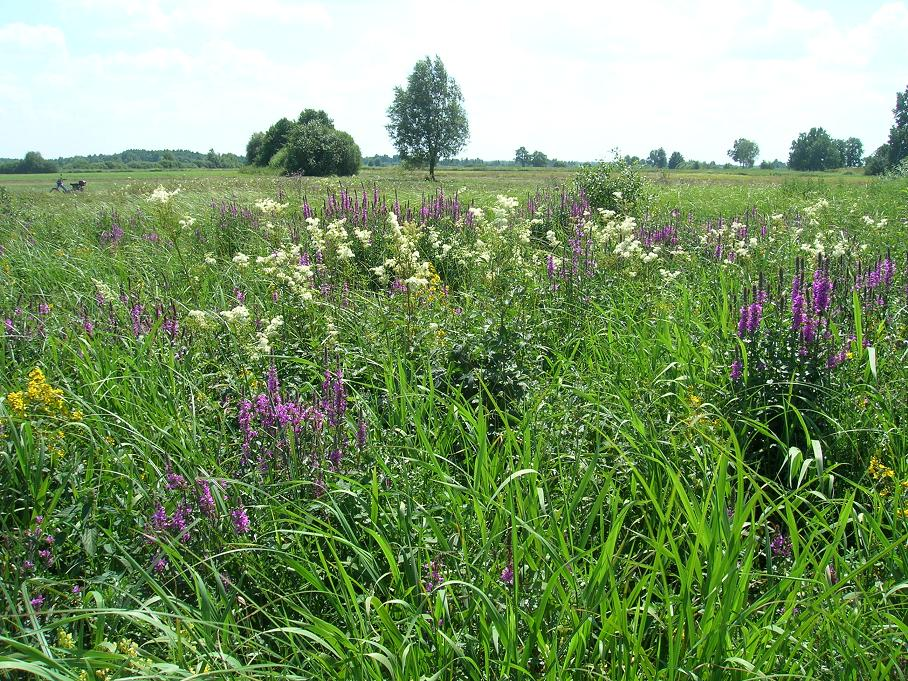
Wilgotne łąki na Bagnie Całowanie – siedlisko telejusa, województwo mazowieckie

### Pożywienie

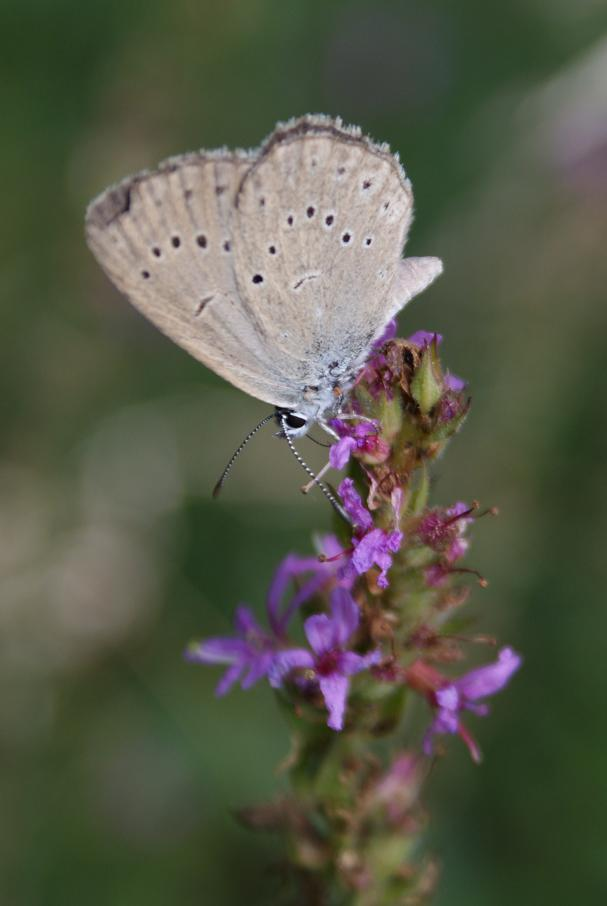
Modraszek telejus odwiedzający kwiaty krwawnicy pospolitej

### Obszary Natura 2000

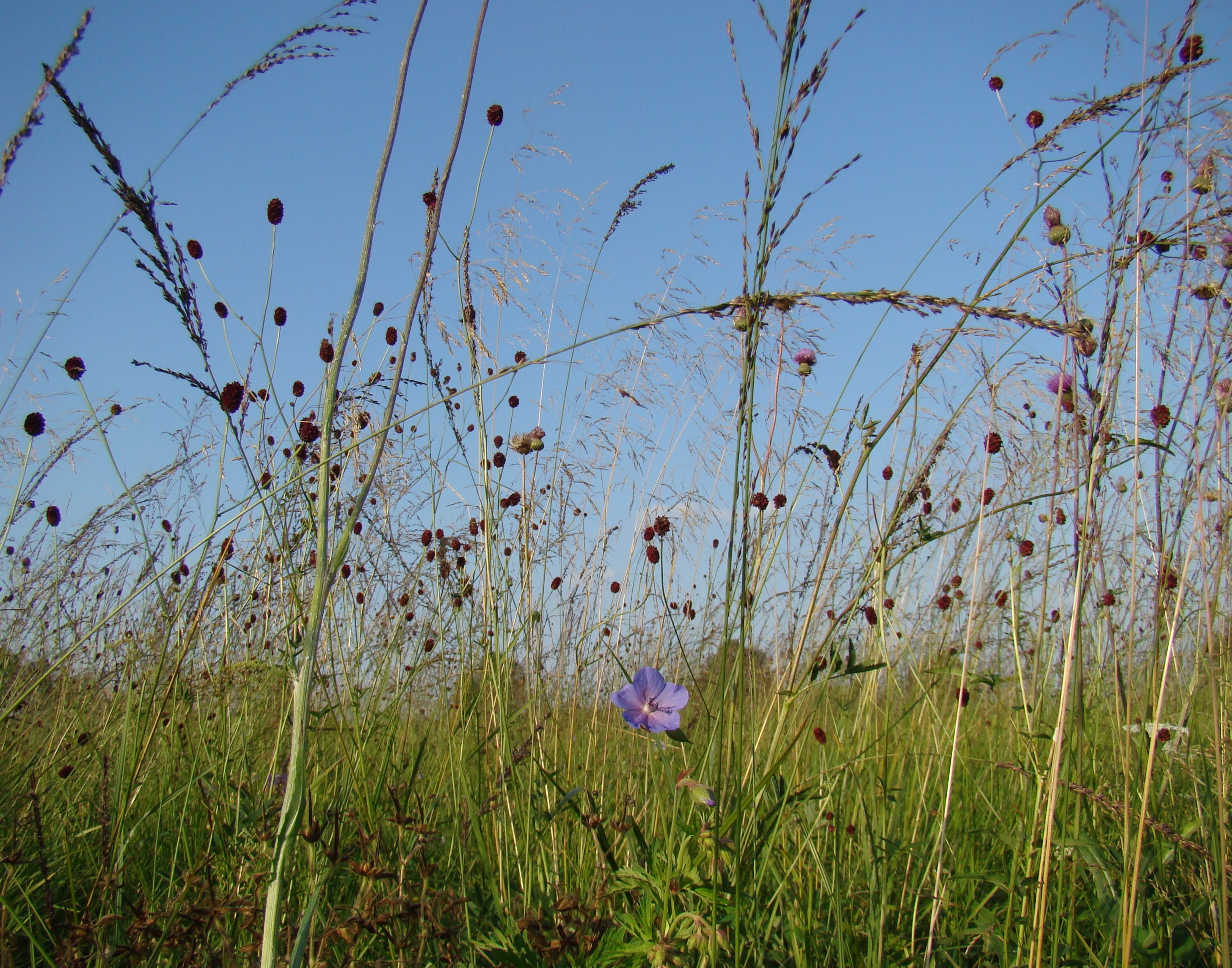
Łąka trzęślicowa (Selino-Molinietum) – siedlisko chronione w programie Natura 2000 i optymalne środowisko życia modraszka telejusa